# Bộ Thài lài
Bộ Thài lài (danh pháp khoa học: Commelinales) là một bộ thực vật một lá mầm, trong đó bao gồm họ thài lài (Commelinaceae). Một điều không may là thành phần của bộ phận còn lại trong nhóm đã thay đổi rất nhiều giữa các hệ thống phân loại.
Trong hệ thống Cronquist bộ này được đặt trong phân lớp Commelinidae của lớp Liliopsida và bao gồm họ Commelinaceae cùng 3 họ bổ sung sau đây:
- Rapataceae
- Xyridaceae
- Mayacaceae

Tuy nhiên, nhiều tác giả hiện nay cho rằng các họ này có quan hệ họ hàng gần gũi hơn với các nhóm khác, như APG, đã chuyển cả ba họ này vào bộ Hòa thảo (Poales).
Ngược lại, một loạt các dạng trước đây được phân loại trong bộ Loa kèn (Liliales) đã được công nhận là có quan hệ gần gũi hơn với Commelinidae, và vì thế hoặc là được nhóm vào bộ Commelinales hoặc đưa vào bộ riêng, có thể là bộ đa ngành với tên gọi Philydrales.
Theo cập nhật của APG II thì các họ được đưa vào Commelinales là như sau:
- Commelinaceae: Họ Thài lài
- Haemodoraceae: Họ Huyết bì thảo
- Hanguanaceae: Họ Thuốc giun
- Philydraceae: Họ Cỏ đuôi lươn
- Pontederiaceae: Họ Lục bình

Sự thay đổi trong quan hệ thành viên này tạo ra sự rất khó xác định các đặc trưng của bộ Commelinales (ngoại trừ họ Commelinaceae và các họ hàng gần của nó).

## Phát sinh chủng loài
Cây phát sinh chủng loài của bộ Thài lài so với các bộ thực vật một lá mầm khác trong nhánh Thài lài lấy theo APG III.
|  | Poales                                                        |
|  |                                                               |
|  | \| \| Commelinales \| \| \| \| \| \| Zingiberales \| \| \| \| |
|  |                                                               |
|  | Commelinales                                                  |
|  |                                                               |
|  | Zingiberales                                                  |
|  |                                                               |

|  | Commelinales |
|  |              |
|  | Zingiberales |
|  |              |

|  | Poales                                                        |
|  |                                                               |
|  | \| \| Commelinales \| \| \| \| \| \| Zingiberales \| \| \| \| |
|  |                                                               |
|  | Commelinales                                                  |
|  |                                                               |
|  | Zingiberales                                                  |
|  |                                                               |

|  | Commelinales |
|  |              |
|  | Zingiberales |
|  |              |

Cây phát sinh chủng loài trong nội bộ bộ Thài lài lấy theo APG III.
|  | Commelinaceae |
|  |               |
|  | Hanguanaceae  |
|  |               |

|  | Philydraceae                                                     |
|  |                                                                  |
|  | \| \| Haemodoraceae \| \| \| \| \| \| Pontederiaceae \| \| \| \| |
|  |                                                                  |
|  | Haemodoraceae                                                    |
|  |                                                                  |
|  | Pontederiaceae                                                   |
|  |                                                                  |

|  | Haemodoraceae  |
|  |                |
|  | Pontederiaceae |
|  |                |

|  | Commelinaceae |
|  |               |
|  | Hanguanaceae  |
|  |               |

|  | Philydraceae                                                     |
|  |                                                                  |
|  | \| \| Haemodoraceae \| \| \| \| \| \| Pontederiaceae \| \| \| \| |
|  |                                                                  |
|  | Haemodoraceae                                                    |
|  |                                                                  |
|  | Pontederiaceae                                                   |
|  |                                                                  |

|  | Haemodoraceae  |
|  |                |
|  | Pontederiaceae |
|  |                |